# 42大廈
42大廈（英語：Tower 42）是英國倫敦市的第五高樓，也是大倫敦第十五高樓。最早因為是國民西敏銀行國際部所在地而稱國民西敏大廈（National Westminster Tower），而大樓的造型也和該銀行商標相似。
42大廈的設計人是理查德·塞弗特，工程師是佩爾·弗里希曼，由John Mowlem & Co承建於1971年至1980年間，1981年6月11日由伊莉莎白二世正式主持開幕。1980年建成時以183（600英尺）高度成為英國第一高建築，1991年被加拿大廣場一號取代。
現在的42大廈有許多承租人，2011年被南非商人南森·基爾希以2.825億英鎊的價格買下。

## 外部連結
- Official website（页面存档备份，存于）
- Tower 42 Bird Study Group（页面存档备份，存于）
- Structurae数据库中Tower 42的数据

| 紀錄                   | 紀錄                                      | 紀錄                  |
| ---------------------- | ----------------------------------------- | --------------------- |
| 前任： 郵政塔          | 英國最高建築 1980—1991 183米（600英尺）   | 繼任： 加拿大廣場一號 |
| 前任： 郵政塔          | 倫敦最高建築 1980—1991 183米（600英尺）   | 繼任： 加拿大廣場一號 |
| 前任： Britannic House | 倫敦市最高建築 1980—2010 183米（600英尺） | 繼任： 蒼鷺塔         |